# О-Плейн (округ Портедж, Вісконсин)
О-Плейн (англ. Eau Pleine) — місто (англ. town) в США, в окрузі Портедж штату Вісконсин. Населення — 1063 особи (2020).

## Демографія
Згідно з переписом 2010 року, у місті мешкало 908 осіб у 369 домогосподарствах у складі 276 родин. Було 456 помешкань
Расовий склад населення:
| - 97,8 % — білих - 0,1 % — корінних американців - 0,1 % — чорних або афроамериканців - 0,1 % — азіатів |

До двох чи більше рас належало 1,4 %. Частка іспаномовних становила 1,8 % від усіх жителів.
За віковим діапазоном населення розподілялося таким чином: 20,5 % — особи молодші 18 років, 65,8 % — особи у віці 18—64 років, 13,7 % — особи у віці 65 років та старші. Медіана віку мешканця становила 44,6 року. На 100 осіб жіночої статі у місті припадало 102,2 чоловіків;  на 100 жінок у віці від 18 років та старших — 109,9 чоловіків також старших 18 років.
Середній дохід на одне домашнє господарство  становив 78 131 долар США (медіана — 59 868), а середній дохід на одну сім'ю — 90 366 доларів (медіана — 70 781). Медіана доходів становила 50 463 долари для чоловіків та 39 375 доларів для жінок. За межею бідності перебувало 1,3 % осіб, у тому числі 0,0 % дітей у віці до 18 років та 2,4 % осіб у віці 65 років та старших.
Цивільне працевлаштоване населення становило 440 осіб. Основні галузі зайнятості: освіта, охорона здоров'я та соціальна допомога — 22,3 %, виробництво — 18,9 %, науковці, спеціалісти, менеджери — 9,8 %, будівництво — 9,1 %.